# Вирфурі (комуна)
Вирфурі (рум. Vârfuri) — комуна у повіті Димбовіца в Румунії. До складу комуни входять такі села (дані про населення за 2002 рік):
- Вирфурі (368 осіб) — адміністративний центр комуни
- Кирленешть (351 особа)
- Кожою (94 особи)
- Мерішору (196 осіб)
- Стетешть (332 особи)
- Улмету (292 особи)
- Шувіца (474 особи)

Комуна розташована на відстані 86 км на північний захід від Бухареста, 19 км на північ від Тирговіште, 62 км на південь від Брашова.

## Населення
За даними перепису населення 2002 року у комуні проживали 2107 осіб, усі — румуни. Усі жителі комуни рідною мовою назвали румунську.
Склад населення комуни за віросповіданням:
| Релігія     | Кількість осіб | Відсоток |
| ----------- | -------------- | -------- |
| православні | 2097           | 99,5%    |
| адвентисти  | 10             | 0,5%     |